# タンギ・エンドンベレ
タンギ・エンドンベレ・アルバロ（Tanguy Ndombele Alvaro，1996年12月28日 - ）は、フランス・ロンジュモー出身のサッカー選手。OGCニース所属。フランス代表。ポジションはMF。

## 経歴

### クラブ
2011年にEAギャンガンの下部組織に入り、コーチから9年ぶりに見た才能と言わしめられるが、遅刻や体重など生活面での問題からトップチーム参加とはならなかった。
2014年にアミアンSCに加入。2016年9月9日にリーグ・ドゥデビューを果たし、2017年5月5日に初ゴールを記録した。チームのリーグ・アン昇格に貢献し、2017年8月5日にリーグ・アンデビューを果たした。
2017年8月31日にオリンピック・リヨンに移籍することが発表された。2017年9月14日にUEFAヨーロッパリーグデビューを果たし、2018年2月15日に初ゴールを記録した。
2019年7月2日、トッテナム・ホットスパーFCと2025年までの契約を締結したことが発表された。移籍金は同クラブの史上最高額となる6200万ユーロとみられている。8月10日のプレミアリーグ開幕節アストン・ヴィラ戦に先発出場すると、1点をリードされて迎えた73分に強烈なミドルシュートで同点ゴールを決め3-1の勝利に貢献した。しかしその後は小さな怪我やオーバーウェイトなどフィットネス上の問題を繰り返し生じ、中盤のレギュラーとして定着するには至らず初シーズンを終えた。
2022年1月31日、オリンピック・リヨンにシーズン終了までのレンタルで移籍した。移籍金は142万ユーロで、買取オプションが付随している。
2022年8月19日、SSCナポリへのレンタルが発表された。

### 代表
2018年10月5日、親善試合とUEFAネーションズリーグに向けたフランス代表に初招集された。

## 個人成績

### クラブ
| クラブ     | シーズン | リーグ         | リーグ戦 | リーグ戦 | カップ戦 | カップ戦 | リーグ杯 | リーグ杯 | 国際大会 | 国際大会 | その他 | その他 | 合計 | 合計 |
| クラブ     | シーズン | リーグ         | 出場     | 得点     | 出場     | 得点     | 出場     | 得点     | 出場     | 得点     | 出場   | 得点   | 出場 | 得点 |
| ---------- | -------- | -------------- | -------- | -------- | -------- | -------- | -------- | -------- | -------- | -------- | ------ | ------ | ---- | ---- |
| アミアン   | 2016-17  | リーグ・ドゥ   | 30       | 2        | 0        | 0        | 1        | 0        | -        | -        | 0      | 0      | 31   | 2    |
| アミアン   | 2017-18  | リーグ・アン   | 3        | 0        | 0        | 0        | 0        | 0        | -        | -        | 0      | 0      | 3    | 0    |
| アミアン   | 通算     | 通算           | 33       | 2        | 0        | 0        | 1        | 0        | -        | -        | 0      | 0      | 34   | 2    |
| リヨン     | 2017-18  | リーグ・アン   | 32       | 0        | 4        | 0        | 1        | 0        | 10       | 1        | 0      | 0      | 47   | 1    |
| リヨン     | 2018-19  | リーグ・アン   | 34       | 1        | 5        | 0        | 2        | 0        | 8        | 2        | 0      | 0      | 49   | 3    |
| リヨン     | 通算     | 通算           | 66       | 1        | 9        | 0        | 3        | 0        | 18       | 3        | 0      | 0      | 96   | 4    |
| トッテナム | 2019-20  | プレミアリーグ | 21       | 2        | 2        | 0        | 0        | 0        | 6        | 0        | 0      | 0      | 29   | 2    |
| トッテナム | 2020-21  | プレミアリーグ | 33       | 3        | 2        | 2        | 2        | 0        | 9        | 1        | 0      | 0      | 46   | 6    |
| トッテナム | 通算     | 通算           | 54       | 5        | 4        | 2        | 2        | 0        | 15       | 1        | 0      | 0      | 75   | 8    |
| 総通算     | 総通算   | 総通算         | 153      | 8        | 12       | 2        | 6        | 0        | 33       | 4        | 0      | 0      | 204  | 14   |

### 代表
- 国際Aマッチ 7試合 0得点

| フランス代表 | 国際Aマッチ | 国際Aマッチ |
| 年           | 出場        | 得点        |
| ------------ | ----------- | ----------- |
| 2018         | 4           | 0           |
| 2019         | 2           | 0           |
| 2020         | 0           | 0           |
| 2021         | 1           | 0           |
| 通算         | 7           | 0           |

## タイトル
ナポリ
- セリエA：2022-23